# Megasema ignorata
Megasema ignorata är en fjärilsart som beskrevs av Ulf Eitschberger 1972. Megasema ignorata ingår i släktet Megasema och familjen nattflyn. Inga underarter finns listade i Catalogue of Life.